# Altmannsdorfer Friedhof

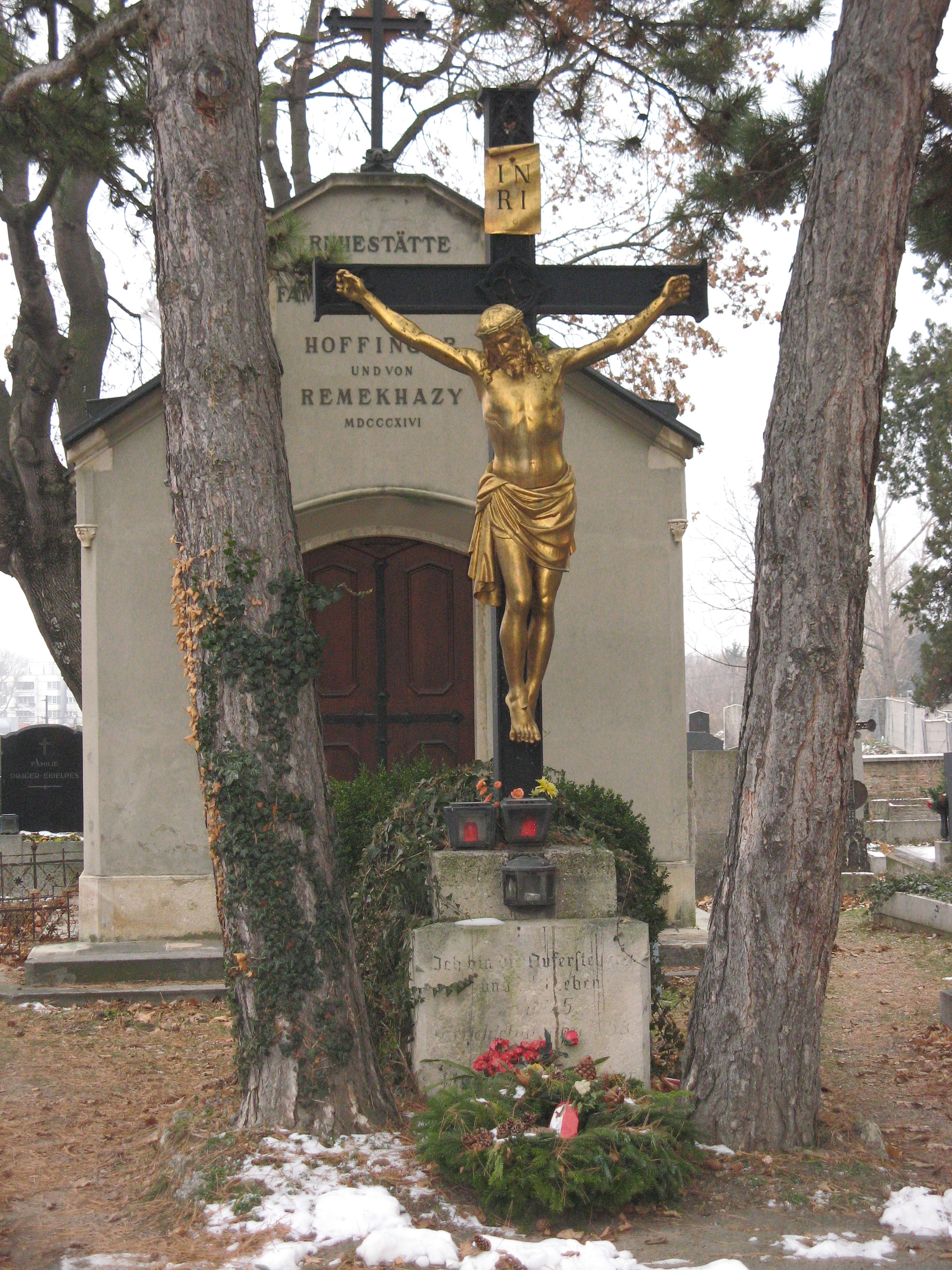
Friedhofskreuz auf dem Altmannsdorfer Friedhof

Der Altmannsdorfer Friedhof ist ein städtischer Friedhof im 12. Wiener Gemeindebezirk Meidling. Er befindet sich in der Stüber-Gunther-Gasse 1.

## Geschichte
1783 erhielt der Ort Altmannsdorf eine eigene Pfarre, nachdem er bisher zur Pfarre Atzgersdorf gehört hatte. Der Ortsrichter Josef Ranninger stellte einen Hausacker zur Verfügung, auf dem der neu angelegte Altmannsdorfer Friedhof am 28. Juli 1784 vom ersten Altmannsdorfer Pfarrer Johann Baptist Eslnigg eingeweiht wurde. In den Jahren 1835, 1865 und 1878 wurde der Friedhof jeweils geringfügig erweitert. Nachdem das ursprüngliche Friedhofskreuz 1846 verfallen war, wurde 1853 das noch heute bestehende neue Kreuz errichtet.

## Beschreibung
Der kleine ehemalige Ortsfriedhof des Wiener Vorortes Altmannsdorf ist heute einer von vier städtischen Friedhöfen des 12. Bezirkes Meidling, der auch heute noch belegt wird. Das hervorragendste Bauwerk des Friedhofs ist neben der Aufbahrungshalle und der Friedhofskanzlei das Mausoleum der Familien Hoffmann, von Hoffinger und Remekhazy aus dem Jahre 1846, das sich im Zentrum des Friedhofs befindet. Dort liegen der Altmannsdorfer Gutsbesitzer Johann Hoffmann und sein Schwiegersohn, der Schriftsteller Johann von Hoffinger, begraben. Davor stehen das Friedhofskreuz und ein Gedenkstein des Wiener Männergesangsvereins und der Freiwilligen Feuerwehr Altmannsdorf für die Gefallenen der Weltkriege. Weitere bedeutende lokale Persönlichkeiten, die hier bestattet wurden, sind Johann Baptist Weber (1776–1848), der Mitbegründer der Ersten österreichischen Spar-Casse, Johann Sageder, der Besitzer des herrschaftlichen Gutes Altmannsdorf und der größten Meierei Wiens und seine Frau Anna Sageder, eine Wohltäterin des Ortes, Lorenz Siller, Meiereibesitzer und Schwager von Johann Sageder sowie die Familie Siller. Angeblich sollen auf dem Friedhof auch zwei französische Soldaten begraben sein, die laut Sterbebuch 1809 im damaligen französischen Lazarett in Altmannsdorf gestorben waren.